# Wapen van Stad Ommen

Het wapen van Stad Ommen

Het wapen van Stad Ommen werd op 24 november 1819 per besluit door de Hoge Raad van Adel aan de Overijsselse gemeente Stad Ommen bevestigd. Op 1 mei 1923 werd gemeente Stad Ommen weer samengevoegd met gemeente Ambt Ommen tot gemeente Ommen. Daarmee keerden de leeuw en de adelaar uit de wapens van beide gemeenten terug in het wapen van Ommen en werd de heilige Brigida uit het wapen van Stad Ommen ook opgenomen.

## Blazoenering
De blazoenering van het wapen luidt als volgt:
Van goud, beladen met een maagd gekleed van lazuur, dragende in haar regterhand een schild van lazuur, beladen met een gouden klimmenden leeuw, en in de linker een schild mede van lazuur, beladen met een gouden arend. Het schild gedekt met een gouden kroon.
Niet vermeld in de beschrijving is, dat het een omgewende leeuw betreft op het rechtse schild en het schild gedekt is met een markiezenkroon.

## Verklaring

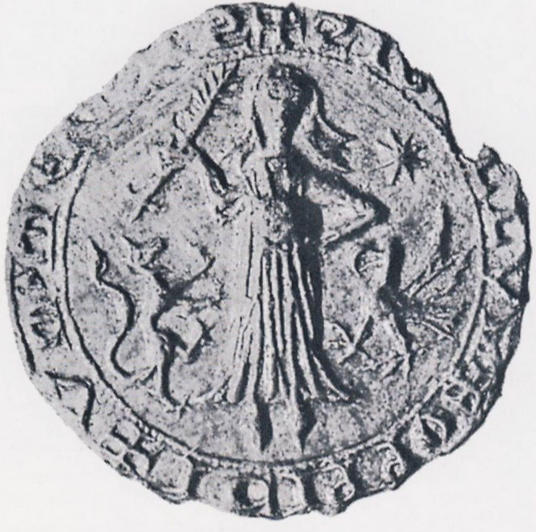
Zegel van de stad Ommen (16e eeuw)

Het wapen is bijna gelijk aan de afbeelding op het oudst bekende zegel van de stad Ommen. Hierop staat de heilige Brigida. Echter in dit wapen staat de heilige op een schild met aan weerszijden een kleiner schild met daarop de leeuw en de adelaar. Daarnaast ontbreekt de ster en houdt de heilige geen palmtak vast en is haar kleding eenvoudiger.
Er zijn grote overeenkomsten met een zegel dat de weduwe van Jan van Avesnes, graaf van Henegouwen, Aleida (of Aleidis) voerde. Ook hierop werd een vrouw getoond met adelaar en leeuw. Omdat het rechterdeel van de zegel afgebroken is, is niet duidelijk of hier ook een ster op stond.

## Verwante wapens

Wapen van Ambt Ommen
Wapen van Ommen
Wapen van Den Ham

Ambt Almelo
· Ambt Delden
· Ambt Hardenberg
· Ambt Ommen
· Ambt Vollenhove
· Avereest
· Bathmen
· Blankenham
· Blokzijl
· Brederwiede
· Den Ham
· Denekamp
· Diepenheim
· Diepenveen
· Genemuiden
· Giethoorn
· Goor
· Grafhorst
· Gramsbergen
· Hasselt
· Heino
· Holten
· IJsselham
· IJsselmuiden
· Kamperveen
· Kuinre
· Lonneker
· Markelo
· Nieuwleusen
· Noordoostpolder
· Oldemarkt
· Olst
· Ootmarsum
· Rijssen
· Stad Almelo
· Stad Delden
· Stad Hardenberg
· Stad Ommen
· Stad Vollenhove
· Steenwijk
· Steenwijkerwold
· Urk
· Vollenhove
· Vriezenveen
· Wanneperveen
· Weerselo
· Wijhe
· Wilsum
· Zalk en Veecaten
· Zwartsluis
· Zwollerkerspel